# Motion blur
Motion blur (произносится: моушн блёр) — размытие изображения при повороте камеры, воспроизведении сцен движения или быстро движущихся объектов.

## В фотографии

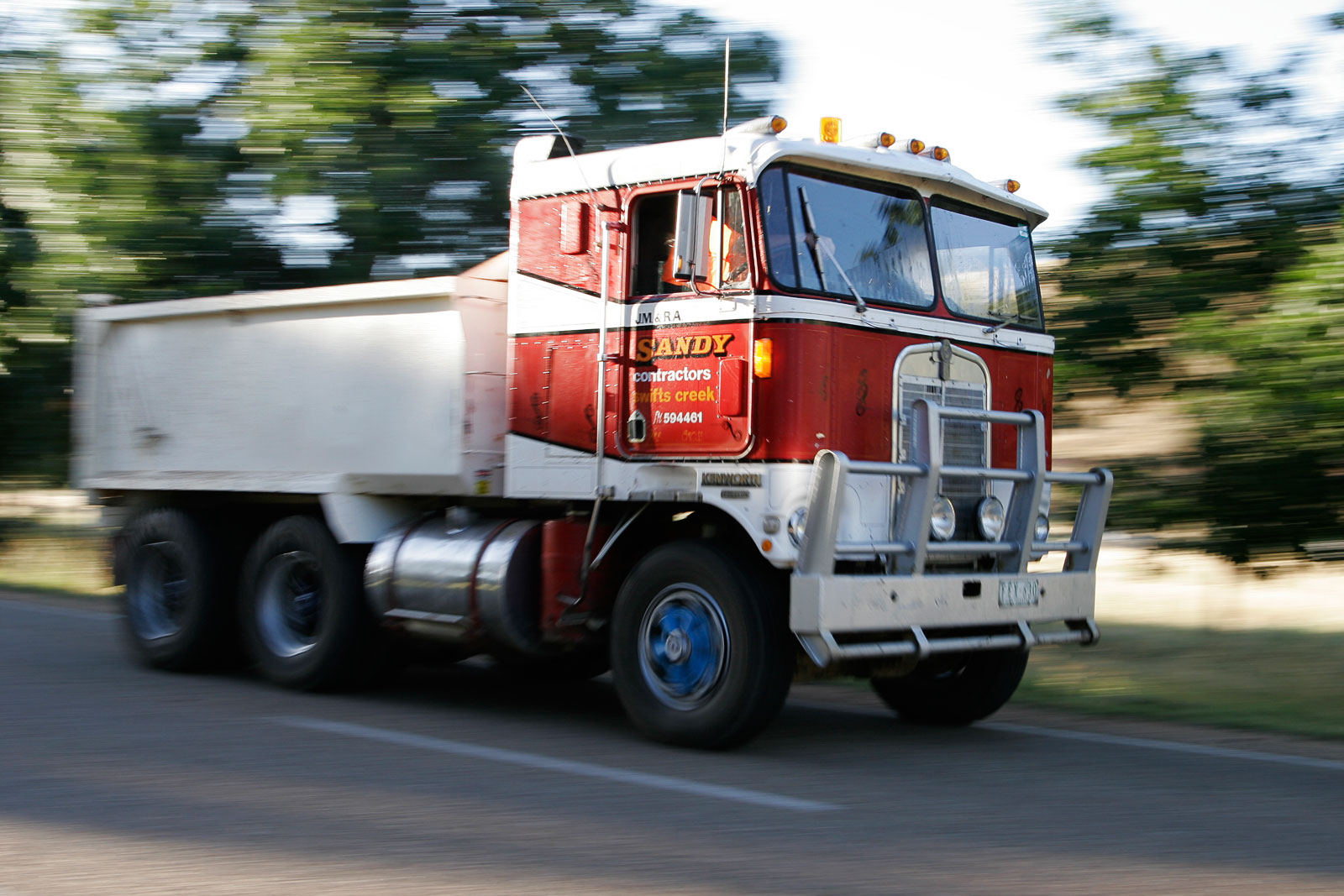
Пример применения смазывания для передачи впечатления высокой скорости, с которой едет грузовик.

В фотографии, где размытие, в основном, является нежелательным, этот эффект проявляется как артефакт во время фотографирования быстро движущихся в кадре объектов и заключается в том, что объект смазывается, теряет свою резкость и выделяется на общем фоне. Также этот эффект может появиться, если при экспонировании резко сместить камеру. Иногда размытие в движении достигается фотографами сознательно, для придания большей динамичности кадру.

## В компьютерных играх
В компьютерных играх термин motion blur используется для описания одноимённого эффекта, который используется умышленно создателями игры придания какой-либо особой смысловой нагрузки к сцене, в основном — чтобы придать изображению динамику и подчеркнуть скорость происходящего.
Например, в некоторых играх на ПК эффект можно включить, если у вас низкая частота кадров, чтобы придать искусственную «плавность» картинке.
Так, в автосимуляторах (например, Need for Speed: Underground), часто присутствует «смазывание» изображения по краям, подчеркивающее большую скорость, с которой несется гоночный автомобиль.